# Munții Maramureșului (sit SPA)
Munții Maramureșului este o arie protejată (arie de protecție specială avifaunistică — SPA) din România întinsă pe o suprafață de 71.047,5 ha, integral pe uscat.

## Localizare
Situl se întinde pe teritoriile administrative ale județelor Maramureș (Bistra, Borșa, Poienile de sub Munte, Repedea, Vișeu de Sus) și Suceava (Cârlibaba). Centrul sitului Munții Maramureșului este situat la coordonatele 0°N 0°E / 47,805192°N 24,658975°E.

## Înființare
Situl Munții Maramureșului a fost declarat arie de protecție specială avifaunistică (ROSPA0131) în octombrie 2011 pentru a proteja mai multe specii avifaunistice. Acesta se suprapune cu ariile protejate Parcul Natural Munții Maramureșului, Cornu Nedeii - Ciungii Bălăsinii, Poiana cu narcise Tomnatec - Sehleanu, Stâncăriile Sâlhoi - Zâmbroslavele și Vârful Farcău - Lacul Vinderelu - Vârful Mihăilecu.

## Biodiversitate
Situată în ecoregiunea alpină a Munților Maramureșului, aria protejată nu include niciun habitat protejat.
La baza desemnării sitului se află 19 specii de păsări ocrotite la nivel european sau aflate pe lista roșie a IUCN; astfel: minuniță (Aegolius funereus), acvilă de munte (Aquila chrysaetos), cocoș de mesteacăn (Bonasa bonasia), bufniță (Bubo bubo), barză neagră (Ciconia nigra), caprimulg (Caprimulgus europaeus), șerpar (Circaetus gallicus), ciocănitoare cu spatele alb (Dendrocopos leucotos), ciocănitoare neagră (Dryocopus martius), șoim călător (Falco peregrinus), muscar gulerat (Ficedula albicollis), muscar mic (Ficedula parva), ciuvică (Glaucidium passerinum), viespar (Pernis apivorus), ciocănitoare de munte (Picoides tridactylus), ciocănitoare verzuie (Picus canus), huhurez mare (Strix uralensis), cocoș de mesteacăn (Tetrao tetrix tetrix) și cocoș de munte (Tetrao urogallus).

## Căi de acces
- Drumul național DN18 pe ruta: Baia Mare - Baia Sprie - Mara - Vadu Izei - Crăciunești - Rona de Jos - Petrova - Leordina - Vișeu de Sus[6]